# Kjell Kraghe
Kjell Kraghe, född 18 september 1938 i Grebbestad, död 12 augusti 2019, var en svensk sångare, revyartist och underhållare. 
Kraghe var "nöjespappa" i Strömstad sedan unga år. Han var bara 15 år när han 1953 skrev sin första revy. Sammanlagt har han skrivit bortåt 30 Strömstadrevyer och levererat textmaterial till Kar de Mumma-revyn på Folkan och till Hagges revy i Göteborg. Genom samarbete med Bosse Larsson i Nygammalt, och genom radioserien Cabaret Musslan som han ledde tillsammans med Inga Gill blev han riksbekant.
Han har spelat in flera skivor där han sjunger glada visor, gärna med motiv från Bohuslän. En västkustfavorit som han lanserat är Ålefeskarns vals, skriven av fyra bröder i Lysekil. 1981 utsågs han till Fred Winter-stipendiat, och 2000 fick han mottaga Lasse Dahlquist-stipendiet.
Hans dotter Git Kraghe var verksam som skådespelare och sångerska.